# Ил-12
Ил-12 (по кодификации НАТО: Coach — «междугородный автобус») — пассажирский (транспортный) самолёт для авиалиний малой и средней протяжённости. По конструкции — цельнометаллический двухмоторный низкоплан традиционной компоновки с поршневыми двигателями и трёхопорным шасси с носовым колесом.
Первый полёт выполнен 15 августа 1945 года под командованием лётчика-испытателя Владимира Коккинаки.
Ил-12 заменил Ли-2 и DC-3 на авиалиниях СССР. Позднее на его базе был создан более совершенный Ил-14.

## История создания
В октябре 1943 года в ОКБ С. В. Ильюшина в инициативном порядке начались работы по проектированию пассажирского самолёта.
Первый вариант проекта самолёта Ил-12 был рассчитан на 29 пассажиров, размещённых в герметичном фюзеляже. Максимальная дальность полёта предполагалась равной 5000 км при крейсерской скорости около 400 км/ч.
На нём планировалось установить четыре двигателя М-88В (модифицированный вариант М-88Б, хорошо зарекомендовавших себя на Ил-4).
В своём дальнейшем развитии проект самолёта претерпел значительные изменения.
Четыре двигателя М-88В были заменены на два дизельных АЧ-31 , число пассажиров уменьшено до 27, было решено отказаться от герметичного фюзеляжа.
2 марта 1944 года компоновка и общий вид Ил-12 с двигателями АЧ-31 были утверждены С. В. Ильюшиным.
К осени 1944 года эскизное проектирование было завершено, началась постройка опытного самолёта.
Первый полёт Ил-12 с дизельными двигателями АЧ-31 состоялся 15 августа 1945 года.
Несколько полётов лётчиков-испытателей Владимира и Константина Коккинаки по программе заводских испытаний выявили необходимость значительной доработки опытных двигателей, что могло серьёзно отдалить срок выхода Ил-12 на регулярные линии.
С. В. Ильюшин принял решение заменить дизельные двигатели АЧ-31 на бензиновые АШ-82ФН.
Конструкция самолёта была доработана под установку новых двигателей, и 9 января 1946 года состоялся первый полёт Ил-12 с двигателями АШ-82ФН. В первых полётах проявила себя сильная тряска воздушных винтов, которая возникала из-за недостаточной жёсткости лопастей.
Были проведены лётные испытания трёх вариантов воздушных винтов, тряска была устранена.
Государственные испытания Ил-12 успешно прошли с 1 июля по 16 сентября 1946 года.
18 августа 1946 года состоялся первый публичный показ самолёта на воздушном параде в Тушино.
21 октября 1946 года вышел приказ Министерства авиационной промышленности о запуске Ил-12 в серийное производство на московском заводе № 30.

## Эксплуатация
В начале 1947 года пять самолётов Ил-12 опытной серии были переданы на эксплуатационные испытания в первую отдельную авиагруппу ГВФ, которая базировалась в аэропорту «Внуково». Во время эксплуатационных испытаний были выполнены 1500 полётов. По оценке пилотов, Ил-12 обладал простотой в управлении и был доступен пилотированию лётчиками как I, так и II класса.
Эксплуатационные испытания завершились 20 мая.
1 мая 1947 года группа Ил-12 участвовала в воздушном параде над Красной площадью.
1 июня 1947 года началась регулярная пассажирская эксплуатация Ил-12 в Аэрофлоте.
В 1948 году Ил-12 вывели на международные регулярные рейсы. Первой авиалинией, на которой начали применять Ил-12, стала Москва — София. Затем Ил-12 стали регулярно летать в Берлин, Белград, Будапешт, Бухарест, Варшаву, Вену, Кабул, Прагу, Тегеран, Стокгольм, Хельсинки, Улан-Батор. В 1954 году открылась авиалиния Москва — Париж.
В СССР самым длительным рейсом Ил-12 был Москва — Хабаровск, протяжённостью 7000 км. Полёт занимал 28 часов, с пятью промежуточными посадками.
С 1956 года самолёты Ил-12 начали применять в Антарктиде (24 октября 1958 года именно самолёт Ил-12 совершил первый полёт над Южным полюсом).
Со второй половины 1950-х новый Ил-14 постепенно начал заменять Ил-12. В СССР самолёты Ил-12 эксплуатировались до 1968 года, когда экипаж майора В. М. Базилевича перегнал последний Ил-12 из 478-го учебного авиаполка в Борисоглебске в чебоксарскую школу младших авиационных специалистов.
В Китае на пассажирских линиях Ил-12 эксплуатировались до 1988 года. А две военные машины с бортовыми номерами «35240» и «35241» использовались до октября 1993 года, пока их не установили на вечную стоянку в музей Датань-Шаня.

## Поставки на экспорт

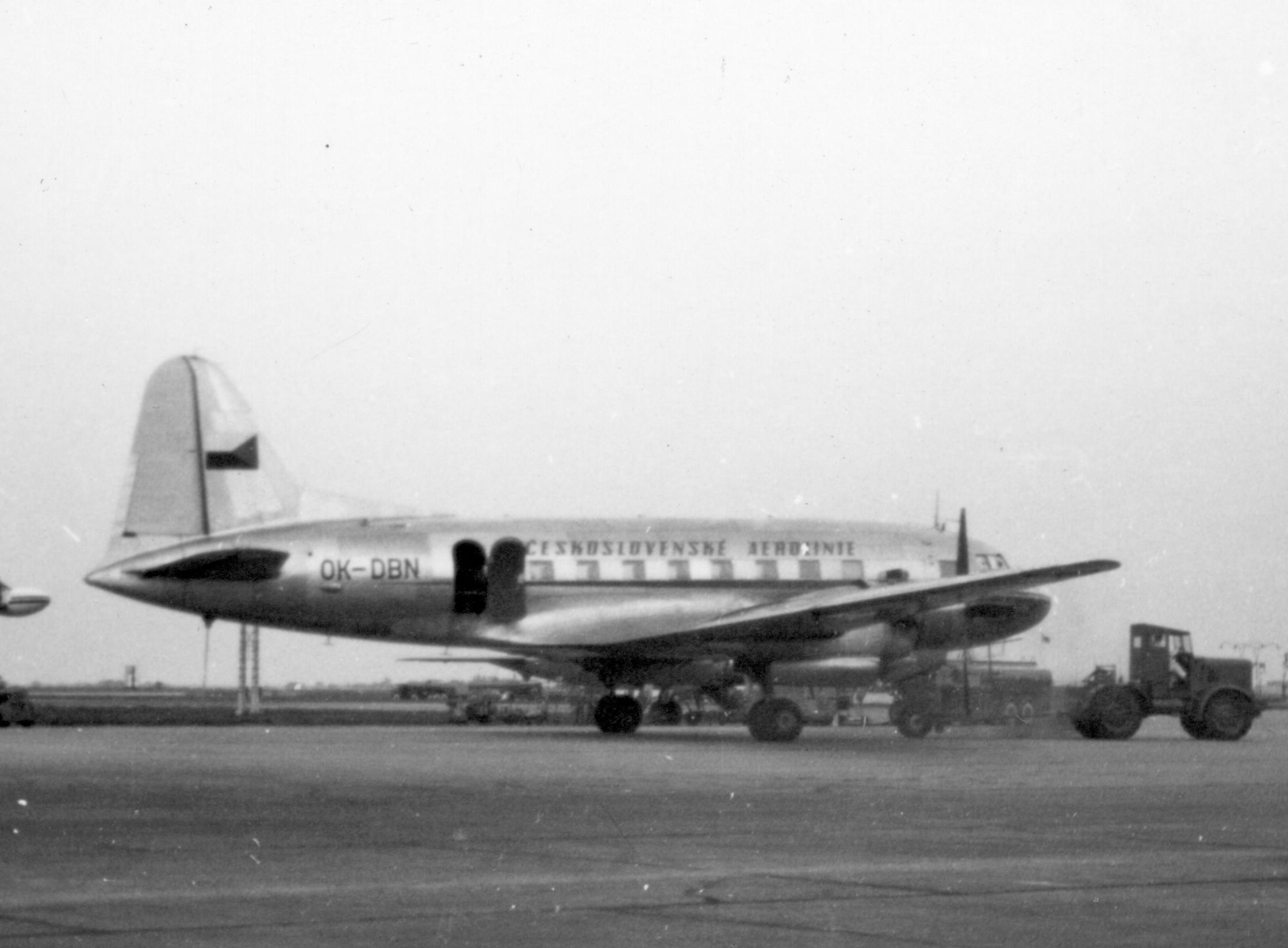
Ил-12 чешской авиакомпании CSA (регистрационный номер OK-DBN) в парижском аэропорту Orly 27.05.1957

Впервые за рубежом Ил-12 демонстрировался 24 апреля 1948 года в Польше на Познанской ярмарке. По итогам ярмарки авиакомпания LOT закупила пять самолётов Ил-12Б.
В 1949—1951 году чешская авиакомпания Czech Airlines приобрела десять Ил-12Б.
Один Ил-12 эксплуатировался с 1949 года в Румынии.
Больше всего самолётов было экспортировано в Китай. Первая партия из двадцати машин была передана в 1949 году. В дальнейшем поставки продолжались.

## Модификации
| Название модели | Краткие характеристики, отличия. |
| --------------- | --- |
| Ил-12           | Основным вариантом пассажирского салона был вариант на 27 пассажирских мест. Также выпускались варианты на 6, 11, 16, 18, 21, 32 места.                                                                                          |
| Ил-12Б          | Начало выпуска — 1948 год. Отличия от Ил-12: форкиль, руль поворота с пружинным сервокомпенсатором, новая воздушно-тепловая ПОС (противообледенительная система).                                                                |
| Ил-12Д          | Начало выпуска — 1948 год. Транспортно-десантный вариант Ил-12. В транспортном варианте предназначался для перевозки военных грузов массой до 3700 кг, в десантном варианте — для десантирования 38 парашютистов в два потока.   |
| Ил-12Т          | Начало выпуска — 1947 год (первый полёт — 1 июля 1947 года). Транспортный вариант Ил-12, широко применялся в Полярной авиации. В левом борту фюзеляжа была расположена двустворчатая дверь 2,4×1,6 м. Грузоподъёмность — 3000 кг |

Специальные варианты: Два Ил-12 использовались в качестве летающих лабораторий: метеорологической и отработки экспериментальных ПОС (противообледенительных систем). Несколько Ил-12 были оборудованы для аэрофотосъёмки и, как минимум, один — для аэроэлектромагнитной съёмки, применяемой для геологического картографирования и поиска полезных ископаемых.
Предполагалось использовать Ил-12 в качестве бомбардировщика. С обеих сторон центроплана крыла сделали бомболюки для 16 фугасных бомб, под центропланом установили три балочных держателя, рассчитанные для подвески десантных контейнеров или бомб массой до 1500 кг. Для защиты от воздушного противника устанавливался пулемёт калибра 12,7 в верхней башенной установке или пушка Б-20 в конце 50-х гг.

## Лётно-технические характеристики
Источник данных: Шавров В.Б., История конструкций самолётов в СССР 1938—1950 гг., 1988 г.

Технические характеристики
- Экипаж: 4-5 человек
- Пассажировместимость: 18-32 человека
- Длина: 21,31 м
- Размах крыла: 31,7 м
- Высота: 7,8 м
- Площадь крыла: 103,0 м²
- Профиль крыла: Кларк-YH
- Коэффициент удлинения крыла: 9,75
- Средняя аэродинамическая хорда: 3593 мм
- База шасси: 5,184 м
- Колея шасси: 7,92 м
- Масса пустого: 11 000 кг
- Масса снаряжённого: 14 310 кг
- Нормальная взлётная масса: 17 250 кг
- Масса полной нагрузки: 6118 кг
- Масса топлива во внутренних баках: 2940 кг
- Объём топливных баков: 4170 л
- Силовая установка: 2 × радиальные АШ-82ФН
- Мощность двигателей: 2 × 1850 л. с. (2 × 1380 кВт)

Лётные характеристики
- Максимальная скорость:  
  - на высоте 2000 м: 407 км/ч
  - у земли: 366 км/ч
- Посадочная скорость: 128 км/ч
- Практическая дальность: 1150 км
- Практический потолок: 6500 м
- Скороподъёмность: 5,5 м/с
- Время набора высоты: 5000 м за 15 мин.
- Нагрузка на крыло: 168 кг/м²
- Тяговооружённость: 138,8 Вт/кг (0,189 л.с./кг)
- Длина разбега: 500 м
- Длина пробега: 700 м

Сравнительная таблица характеристик опытных и серийных моделей
Источник данных: Из истории советской авиации: Самолёты ОКБ имени С. В. Ильюшина / Новожилов Г. В., Лещинер Д. В., Шейнин В. М. и др.; под ред. Новожилова Г. В. — М.: Машиностроение, 1990. — С. 374—375. — ISBN 5-217-01056-8
| Параметр                                      | Ил-12 1945 г. | Ил-12 1946 г. | Ил-12 1947 г. | Ил-12 1950 г. |
| --------------------------------------------- | ------------- | ------------- | ------------- | ------------- |
| Двигатель                                     | 2 × АЧ-31     | 2 × АШ-82ФН   | 2 × АШ-82ФН   | 2 × АШ-82ФН   |
| Мощность двигателя, л. с.                     | 2 × 1900      | 2 × 1850      | 2 × 1850      | 2 × 1850      |
| Тип воздушного винта (число лопастей)         | АВ-7Е (3)     | АВ-9Е (4)     | АВ-9Е (4)     | АВ-9Е (4)     |
| Диаметр винта, м                              | 4,4           | 4,1           | 4,1           | 4,1           |
| Взлётная масса, кг                            | 16000         | 16380 / 17250 | 17500         | 16100         |
| Масса пустого самолёта, кг                    | 11600         | 11280 / 11000 | 11350         | 11300         |
| Коммерческая нагрузка, кг                     | 2900          | 2565          | 3040          | 1740          |
| Дальность полёта с коммерческой нагрузкой, км | 1500          | 960 / 1150    | 1250          | 1500          |
| Максимальная скорость на высоте (м), км/ч     | 445 (5000)    | 407 (2060)    | —             | 398 (2050)    |
| Крейсерская скорость, км/ч                    | 325           | 350 / 347     | 344           | 330           |
| Длина разбега, м                              | 365           | 475 / 500     | 615           | 460           |
| Длина пробега, м                              | 450           | 563 / 700     | 700           | 600           |
| Число пассажиров                              | 27            | 27            | 32            | 18            |
| Стадия освоения                               | опытный       | опытный       | серия         | серия         |

## Катастрофы
В авариях и авиакатастрофах было потеряно 62 самолёта типа Ил-12, погибло 525 человек.
| Дата       | Бортовой номер | Место катастрофы                           | Жертвы  | Краткое описание |
| ---------- | -------------- | ------------------------------------------ | ------- | --- |
| 01.07.1947 | Л1317          | Внуково                                    | н. д.   | Отказ двигателя, самолёт потерял скорость и разбился. |
| 18.12.1947 | Л1343          | близ Красноярска                           | 7/25    | Отказ двигателя, разбился при возвращении на аэродром вылета. |
| 02.09.1948 | Л1465          | Новосибирск-Северный                       | 1/н. д. | Потерял скорость на взлёте и получил повреждения вследствие ошибок экипажа. |
| 09.09.1948 | Л1427          | Бугуруслан                                 | 5/5     | Борт ШВЛП ГВФ. Потеря управления из-за имитации отказа двигателя в тренировочном полёте. |
| 12.10.1948 | Л1450          | Кавказ                                     | 10/10   | Исчез при полёте над горами. |
| 23.12.1948 | Л1731          | близ Внуково                               | 8+4/4   | Экипаж вылетел без задания на полёт, без предполётной подготовки, без метеообеспечения и без запроса аэропорта о согласии на приём. В результате халатности столкнулся в воздухе с ТС-62. Всего погибло 12 человек (8 человек — экипаж второго самолёта).                                                                                  |
| 19.01.1949 | Л1381          | Сталино                                    | 2+8/9   | Сразу после взлёта возникли сбои в работе сначала правого, а потом и левого двигателя, в результате чего самолёт потерял высоту и упал на жилой дом. |
| 13.05.1949 | Л1791          | близ Новосибирска                          | 25/25   | Во время снижения для захода на посадку вошёл с грозовое облако, после чего получил грозовой заряд, который вызвал частичную утрату работоспособности экипажа. |
| 25.08.1949 | Л1844          | гора Кабанья, 31 км южнее Кабанска         | 14/14   | Столкнулся с горой по неустановленной причине. |
| 30.07.1950 | Л1803          | Караганда                                  | 25/25   | Сразу после взлёта отказал левый двигатель, экипаж предпринял попытку вернуться на аэродром вылета, однако, из-за ошибок в пилотировании самолёт потерял высоту и разбился. |
| 11.08.1950 | Л1706          | близ Свердловска                           | 2/27    | Недисциплинированность и нарушения, допущенные КВС и РП. |
| 17.11.1951 | Л1775          | близ Новосибирска                          | 23/23   | Из-за обледенения упал после взлёта |
| 1952       | SP-LHE         | Варшава                                    | н. д.   | Пожар двигателя, списан. |
| 05.04.1952 | Л1308          | Магдагачи                                  | 6/6     | После отрыва от поверхности самолёт стало сносить вправо сильным ветром. Экипаж не смог парировать крен из-за неснятой перед взлётом струбцины, которой был заблокирован левый элерон. |
| 25.04.1952 | Л1312          | Новосибирская область                      | 8/9     | Тренировочный полёт. Проверяющий решил провести имитацию взлёта с одним работающим двигателем, что не было предусмотрено регламентом, и экипаж не справился с управлением. |
| 18.07.1952 | SP-LHC         | Варшава                                    | 0/н. д. | Повреждён при посадке. |
| 05.10.1952 | Л1328          | близ Ленинграда                            | 7+24/24 | Столкнулся в воздухе с самолётом ТС-62 по вине руководителя полётами, допустившего грубейшее нарушение порядка эшелонирования, игнорирование предупреждений диспетчера и командира корабля Ил-12. РП не принял никаких мер развести самолёты по направлению или высоте, несмотря на очевидное сближение их отметок на индикаторе локатора. |
| 23.01.1953 | Л1435          | близ Казани                                | 5+6/6   | Из-за ошибок служб УВД, после взлёта в сложных метеоусловиях столкнулся с Ли-2. |
| 30.04.1953 | Л1777          | близ Казани                                | 1/23    | При заходе на посадку столкнулся со стаей уток, из-за чего произошло падение мощности обоих двигателей. Экипаж совершил вынужденную посадку на поверхность Волги, через некоторое время самолёт затонул. |
| 29.05.1953 | н. д.          | Ахтубинск                                  | 5/5+3   | Борт ВВС СССР. Во время испытательного полёта из-за ошибки диспетчера и невнимательности экипажей столкнулся с Ми-4. |
| 14.06.1953 | Л1375          | близ Зугдиди                               | 18/18   | Вошёл в грозовую облачность, получил грозовой заряд, который вызвал частичную утрату работоспособности экипажа. Самолёт перешёл в пике, экипаж предпринял попытку резкого выхода из него, в результате которой произошло частичное разрушение крыльев.                                                                                     |
| 27.07.1953 | ВМФ СССР       | около деревни Маоэрошань (провинция Гирин) | 21/21   | Сбит F-86 Sabre ВВС США над территорией Китая и стал последним уничтоженным самолётом во время боевых действии в Корее (Корейская война). |
| 14.10.1953 | Л1727          | Иркутск                                    | 4/28    | Во время взлёта ночью КВС принял огни мачт ДПРС за встречный самолёт и совершил резкий манёвр отворота, в результате чего самолёт потерял высоту и упал. |
| 27.10.1953 | Л1765          | Магадан                                    | 22/32   | Потерял скорость при наборе высоты из-за обледенения и превышения максимально допустимой массы загрузки. |
| 04.11.1953 | Л1367          | Магдагачи                                  | 5/5     | Из-за ошибок экипажа столкнулся с деревьями во время захода на посадку ночью. |
| 27.09.1954 | Л1365          | Новосибирск                                | 29/29   | Разбился при посадке в условиях тумана, ошибки служб УВД. |
| 28.10.1954 | Л1789          | Красноярский край                          | 20/20   | Столкнулся со склоном горы Сивуха из-за отклонения с трассы. |
| 05.12.1954 | Л1320          | Алма-Ата                                   | 1/19    | Сразу после взлёта из левого двигателя показалось пламя, ошибочно принятое экипажем за пожар. Самолёт разбился при попытке совершения вынужденной посадки на одном работающем двигателе. |
| 04.03.1955 | Н479           | Мезень                                     | 4/25    | Отказ и возгорание двигателя, вынужденная посадка на лёд озера Полтозеро. |
| 15.09.1955 | Л1359          | Красноярский край                          | 7/7     | Попал в грозовую облачность и разрушился в воздухе. |
| 28.04.1956 | н. д.          | Берлин                                     | 3/6     | Столкнулся с церковной колокольней при посадке в тумане. |
| 08.09.1956 | Н525           | Диксон                                     | н. д./0 | При посадке совершил касание до ВПП из-за ошибок в пилотировании. |
| 23.11.1956 | OK-DBP         | Эглизау                                    | 23/23   | Разбился в поле в 12 км от Цюриха. |
| 07.08.1957 | Л1828          | Магдагачи                                  | 1/17    | Совершил грубую посадку с недолётом до ВПП из-за ошибок в пилотировании. |
| 01.10.1957 | Л1389          | Акша                                       | 27/28   | Экипаж потерял ориентировку, а сотрудники службы УВД не оказали ему соответствующую помощь. Самолёт разбился при попытке вынужденной посадки у ближайшего населённого пункта. |
| 27.10.1957 | Н442           | станция СП-7                               | 1/6     | При посадке в СМУ в условиях полярной ночи просел ниже минимально допустимой высоты, задел высокий торос и столкнулся с ледовой поверхностью. |
| 18.12.1957 | Л1309          | Еврейская АО                               | 27/27   | Получил повреждения руля направления при выруливании на старт. В полёте произошло окончательное разрушение механизма крепления руля к килю, вызвавшее потерю управляемости и беспорядочное падение. Обломки самолёта на склоне горы Поктой были обнаружены лишь спустя полгода после катастрофы.                                           |
| 09.06.1958 | Л1364          | близ Магадана                              | 20/20   | Столкнулся со склоном сопки при посадке в сложных метеоусловиях. |
| 19.09.1958 | Л3904          | в 145 км от Хабаровска                     | 28/28   | Столкнулся с горой при попытке произвести вынужденную посадку ночью в сложных метеоусловиях из-за полной выработки топлива. Потеря ориентировки, нарушения со стороны службы УВД. |
| 01.1959    | 04249          | станция Мирный                             | 0/н. д. | Выкатился с ВПП на пробеге, разрушение стоек шасси. |
| 28.11.1959 | 01426          | Иркутск                                    | 4/4     | Разбился при посадке в условиях внезапно возникшего тумана, ошибки служб УВД. |
| 21.07.1960 | 01405          | Минск                                      | 1+7/28  | Из-за ошибок в пилотировании, сразу после ночного взлёта по размокшей грунтовой ВПП упал на территорию автобазы аэропорта. |

## Операторы
- Аэрофлот
- Военно-воздушные силы СССР

- LOT

- Czech Airlines

- TABSO

- TAROM

- CAAC
- Военно-воздушные силы Китайской Народной Республики

- Air Koryo

## В филателии

Почтовые марки СССР из серии: Воздушные линии аэрофлота
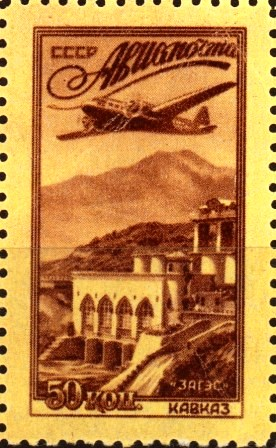
Ил-12 над ЗАГЭС
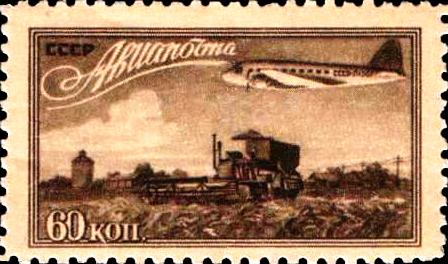
Ил-12 над колхозными полями
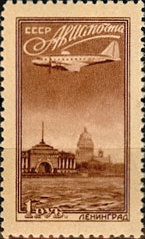
Ленинград и самолёт Ил-12
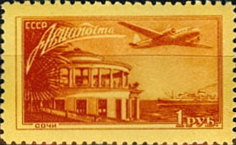
Сочи и самолёт Ил-12
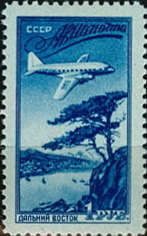
Дальний Восток и самолёт Ил-12
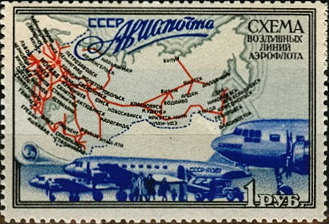
Схема воздушных линий аэрофлота
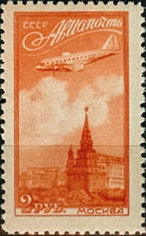
Москва и самолёт Ил-12
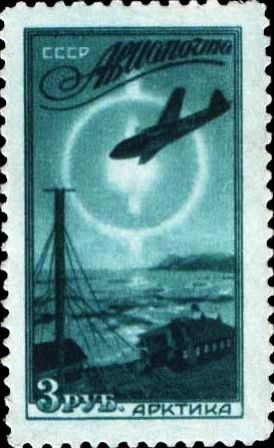
Арктика и самолёт Ил-12